# Európai Unió Alapjogi Ügynöksége
Az Európai Unió Alapjogi Ügynöksége (röviden: Alapjogi Ügynökség, az angol rövidítése: FRA az Európai Unió bécsi székhelyű ügynöksége, amely 2007. március 1-én jött létre a Tanács 168/2007/EK rendelete (2007. február 15.) alapján.
Az Alapjogi Ügynökség egyedi panaszokkal nem foglalkozik.

## Célja
Célja, hogy az EU és tagállamai érintett intézményeinek az alapvető jogokkal kapcsolatosan támogatást és szakértelmet biztosítson. Ennek keretében adatokat gyűjt, elemez és terjeszt az uniós intézkedéseknek az emberek alapvető jogaira gyakorolt sajátos hatásairól; véleményeket fogalmaz meg az uniós intézmények és kormányok számára; az alapvető jogokkal kapcsolatos tudományos kutatásokat és felméréseket folytat; és kommunikációs stratégiákat és kampányokat tervez, illetve hajt végre.

## Feladatai
A rendelet alapján az Ügynökség a következő tevékenységeket folytatja:
- az alapjogokkal kapcsolatos szakértelmet nyújt az EU intézményeinek és az uniós országoknak annak biztosítása érdekében, hogy intézkedéseik és jogszabályaik megfeleljenek ezeknek a jogoknak;
- véleményeket fogalmaz meg az uniós intézmények és kormányok számára akár saját kezdeményezésére, akár utóbbiak kérelmére (például azzal kapcsolatban, hogy jogalkotási javaslataik összeegyeztethetőek-e az alapjogokkal);
- megbízható és összehasonlítható adatokat gyűjt, elemez és terjeszt az uniós intézkedéseknek az emberek alapvető jogaira gyakorolt sajátos hatásairól;
- az alapvető jogokkal kapcsolatos tudományos kutatásokat és felméréseket kezdeményez;
- konkrét témakörökben vagy az alapvető jogokról szóló jogszabályoknak az uniós intézmények és kormányok általi végrehajtásáról publikációkat ad ki;
- éves jelentést ad ki a hatáskörébe tartozó kérdésekről, amelyekben bevált gyakorlatokra hoz példákat;
- kommunikációs stratégiákat és kampányokat tervez, valamint előmozdítja a civil társadalommal folytatott párbeszédet annak érdekében, hogy jobban ráébressze a közvéleményt az alapvető jogok fontosságára;
- e jogok érvényesítését szolgáló mechanizmusokra tesz javaslatot.